# Crambodes talidiformis
Crambodes talidiformis là một loài bướm đêm trong họ Noctuidae.